# Marian Reutt
Marian Józef Reutt (ur. 4 marca?/17 marca 1908 w Petersburgu, zm. ?) – polski bokser, działacz ONR i Ruchu Narodowo-Radykalnego „Falanga”, publicysta, tłumacz z języka rosyjskiego, redaktor.

## Życiorys
Urodził się 17 marca 1907 w Petersburgu jako syn Bolesława i Otylii z domu Bemm. Miał brata Adolfa (także działacz Falangi).
Był jednym z najlepszych bokserów Klubu Pugilatorów Cestes Warszawa (cztery razy mistrz stolicy w wadze półśredniej). Jako reprezentant AZS Warszawa zdobył brązowy medal mistrzostw Polski w 1928. W tym samym roku został mistrzem Warszawy.
W 1929 zdał maturę w liceum im. Stanisława Staszica w Warszawie. Z wykształcenia był socjologiem.
Swoje teksty publikował m.in. na łamach: „Ruchu Młodych”, „Akademika Polskiego”, „Pro Christo”, „Sztafety”, „Falangi”, „Przełomu”, „Ruchu Gospodarczego”. Był tłumaczem na język polski dzieł Nikołaja Bierdiajewa (Problem komunizmu, Nowe Średniowiecze). Brał udział w pracach nad programem RNR Falanga i ONR. W 1938 roku pełnił funkcję kierownika Wydziału Propagandy Ruchu Narodowo-Radykalnego (wcześniej przewodził pracom Wydziału Ekonomicznego) oraz był członkiem kierownictwa powstałego w marcu tego roku Komitetu Porozumienia Organizacji Narodowo-Radykalnych. W 1939 opublikował broszurę pt. Wychowanie militarne narodu. Podkreślał swój katolicyzm i wrogość wobec komunizmu.
Od grudnia 1939 do kwietnia 1940 więziony przez Gestapo. Następnie związał się ze strukturami Konfederacji Narodu. Zamieszkiwał przy ul. Drużbackiej 5. Ponownie aresztowany przez Gestapo w październiku 1944 w miejscowości Kaleń za przynależność do Armii Krajowej. Po upadku powstania warszawskiego wywieziony do obozu Groß-Rosen w listopadzie 1944, skąd nie powrócił. Włodzimierz Sznarbachowski w swoich wspomnieniach podał, że zginął po Powstaniu Warszawskim, rozstrzelany – raczej przypadkowo – przez Niemców w jednej z podwarszawskich miejscowości letniskowych, dokąd schronił się z żoną i córeczką.. Prawdopodobnie poniósł śmierć w styczniu 1945.
Po wojnie na wniosek żony Antoniny toczyło się postępowanie o uznanie za zmarłego Mariana Reutta, w którym sąd przyjął datę śmierci 9 maja 1945.